# Corneliu Riegler
Corneliu Riegler, talvolta riportato come Rigler (Bucarest, 1915 – 1985), è stato un cestista e allenatore di pallacanestro rumeno.

## Carriera
Con la Romania ha disputato i Campionati europei del 1935.